# Ác chi Nương
Ác chi Nương (悪ノ娘 Aku no Musume) - còn được gọi là series Câu chuyện của Ác ma là một series Video âm nhạc sử dụng phần mềm tổng hợp giọng nói Vocaloid của Yamaha. Tới thời điểm hiện tại, series đã có 13 bài hát, 4 cuốn tiểu thuyết, 3 sách hướng dẫn và nhiều mẩu truyện ngắn. Một series manga chuyển thể từ bộ tiểu thuyết mang tên The Daughter of Evil cũng được phát hành. Cốt truyện được viết bởi mothy, còn gọi là Akuno-P (悪ノP), minh họa chính là Ichika. Đây là một phần của series Bảy Đại Tội, kể lại câu chuyện và đại tội "Ngạo mạn". Câu chuyện mang nhiều màu sắc khác nhau: Âm mưu đen tối, Tình yêu thương, Niềm cảm thông, Sự tha thứ, và cả Tình bạn.

## Lịch sử
Series được viết lên bằng cách sử dụng phần mềm Vocaloid và đề cập đến nhiều Vocaloid và Utau khác nhau. Ban đầu chỉ có các Vocaloid từ Crypton Future Media, dần dần câu chuyện được mở rộng và các Vocaloid từ những công ty khác như Zero-G Ltd, AH Software và Internet Co., Ltd. cũng xuất hiện. Bài hát đầu tiên của series, "The Daughter of Evil", đã không tạo được nhiều tiếng vang khi được đăng tải lên Nico Nico Douga vào ngày 4 tháng 6 năm 2008. Cho tới vài tuần sau, khúc ca thứ hai của series, "The Servant of Evil Lưu trữ ngày 20 tháng 5 năm 2022 tại Wayback Machine", được đăng tải và giành được nhiều sự quan tâm từ các người dùng Nico Nico Douga.
Tháng sau, bài hát "Regret Message" do Rin trình bày được phát hành. Với việc bài hát "The Daughter of White" phát hành vào ngày 6 tháng 1 năm 2010, mối liên kết giữa các bài hát trước đó dẫn xuất hiện và nhiều người hâm mộ cùng nhau đưa ra các giả thuyết về câu chuyện ẩn sau các ca từ. Trong lúc này, mothy phát hành một bài hát khác do Len thể hiện là "Re_birthday", được nhiều người hâm mộ coi là một phần của series. Họ tạo ra nhiều Fanmade Video với nội dung là giải thích câu chuyện theo cách nghĩ của mình. Tuy nhiên Akuno-P đã đề cập đến việc bài hát này chỉ là do người hâm mộ đưa vào, không chính thức thuộc vào series. Tiếp đó là bài hát "Twiright Prank" kể về tuổi thơ của cặp song sinh và truyền thuyết về biển mà ác ma kể cho cậu hoàng tử trẻ tuổi.
Tới ngày 10 tháng 8 năm 2010, cuốn tiểu thuyết chuyển thể đầu tiên của "The Daughter of Evil" mang tên "Ác chi Nương: Hoàng Sắc Chung Yên Khúc" (悪ノ娘 黄のクロアテュール) được phát hành, kể lại những sự kiện diễn ra trong hai bài hát "The Daughter of Evil" và "The Servant of Evil". Theo sau đó là "Ác chi Nương: Lục Sắc Diêu Lam Khúc" (悪ノ娘 緑のヴィーゲンリート), bối cảnh chuyển sang Lục Quốc, với câu chuyện về hai thiếu nữ "Lục chi Nương" Michaela và "Đứa con của Quỷ" Clarith. Nội dung cuốn tiểu thuyết cho biết hung thủ giết Michaela là Ney Marlon, khác với các fanmade video cho rằng đó là Allen hay Len. Cuốn tiểu thuyết thứ ba và thứ tư, Ác chi Nương: Xích Sắc Tiền Tấu Khúc (悪ノ娘 赤のプラエルディウム) cùng Ác chi Nương: Thanh Sắc Tự Khúc (悪ノ娘 青のプレファッチオ), cũng được ra mắt người hâm mộ, tiếp nối câu chuyện sau khi cách mạng thành công, và những âm mưu của "Ác" dần hé lộ.
Các bài hát mới lần lượt được phát hành. "Handbeat Clocktower", bài hát quảng cáo cho cuốn tiểu thuyết cuối trong series tiểu thuyết Ác chi Nương; "Blink" là lời nói của nàng công chúa ân hận; Tiếp đó, vào ngày 16 tháng 8 năm 2016, album mới "Lucifenia Trinity " bao gồm ba bài hát về "Tam Anh Hùng" đã được phát hành: "A Hero's Armor is Always Crimson" cho ta biết thêm về Kỵ sĩ Sư tử đỏ Leonhart và con gái nuôi của ông, Germaine. "Neomaria of the Inverted Gravestone" thuật lại quá khứ của Mũi tên Bạc Mariam từ khi cô còn nhỏ. "Swear an Oath on that Bridge" là khi ba vị anh hùng cùng tập hợp và về dưới trướng của Đức vua Arth. Đến ngày 21 tháng 9 cùng năm, bài hát "That King was Born from Mud" được phát hành trong album tổng hợp Vocalocreation, tiết lộ thêm những bí mật về vị vua bùn Arth.
Các cuốn tiểu thuyết và sách dữ liệu do chính tác giả mothy viết nên cũng được phát hành, làm rõ những điều đã xảy ra trong thế giới của series. Tựa manga chính thức "The Daughter of Evil" được chuyển thể từ bộ tiểu thuyết cũng đang trên đường phát triển theo các "Mạc". Người hâm mộ cũng đã chuyển thể câu chuyện thành những vở nhạc kịch và đã được công diễn.
Vào ngày 24 tháng 12 năm 2013, mẩu truyện ngắn "Thiên Giới" được phát hành trong tập sách dữ liệu "Ác Viên Vũ Khúc: Ác chi Đại Tội Sách Hướng dẫn" cho biết sau khi chết, nhân vật Allen được đưa tới Thiên Giới và ở trong một Black Box, tìm hiểu về lịch sử thế giới dưới sự chỉ đạo của "Thái Dương Thần" Sickle, một lần nữa làm rõ những nhầm lẫn trong cộng đồng người hâm mộ với fanmade video cho rằng nhân vật Len trong bài hát "Re_birthday" chính là nhân vật Allen trong series Ác chi Nương.

## Bài hát
Sau sự thành công của "The Daughter of Evil" và "The Servant of Evil", các bài hát khác tiếp tục được phát hành. Dần dần, câu chuyện không còn chỉ xoay quanh nàng công chúa ngạo mạn, nó còn kể về thời của cha cô, của Tam anh hùng. Bên cạnh đó là những gì xảy ra sau khi cuộc cách mạng lật đổ thành công nàng bạo chúa. Sau nhiều thăng trầm, kẻ đứng sau mọi chuyện và những âm mưu đen tối nhất dần dần được hé lộ.

### Danh sách bài hát
1. The Daughter of Evil: Bài hát kể lại câu chuyện Con gái của Ác ma dưới con mắt của người ngoài. Một cô công chúa 14 tuổi, ích kỉ và kiêu ngạo. Cô có một người hầu trung thành với khuôn mặt tựa nhau, một con ngựa cưng tên Josephine. Cô dành tình yêu cho Hoàng tử Lam quốc nhưng anh lại yêu Cô gái màu lục. Ghen tuông, cô liền ra lệnh huỷ diệt Lục quốc và giết chết cô gái kia. Rồi cách mạng nổ ra, người dân chiếm lấy cung điện, "Công chúa" bị bắt rồi xử tử. Cô bị người đời sau gọi là "Con gái của Ác ma".
2. The Servant of Evil: Bài hát kể lại câu chuyện con gái của Ác ma dưới con mắt của Allen. Cậu và công chúa vốn là song sinh, do "sự ích kỉ của người lớn" mà bị chia tách. Cậu rời đi, luyện tập rồi quay về cung làm người hầu cho chị gái. Một lần sang nước láng giềng, cậu gặp Michaela và yêu cô gái đó. Tuy luôn trung thành nhưng khi nhận được lệnh giết Cô gái màu Lục, cậu đã khó xử và rơi lệ. Về sau, cách mạng bùng nổ, cậu tráo đồ cho chị gái và bị bắt rồi bị xử tử dưới danh nghĩa "Công chúa".
3. Regret Message: Ở một bến cảng nhỏ ngoài thị trấn, Riliane đứng một mình. Cô nhắc lại một truyền thuyết từng nghe rằng nếu cô viết một điều ước, bỏ vào chai thủy tinh và ném xuống biển, điều ước đó sẽ thành sự thực. Vì thế, Riliane đưa điều ước của mình vào chai thủy tinh và ném nó. Khi nhớ lại về quá khứ của mình, cô hối hận về những việc cô đã làm, nhận ra sự ích kỉ của mình và Allen luôn làm theo những mệnh lệnh của mình, dù cho có làm cậu đau khổ. Cô mong đại dương sẽ đáp lại ước mong của mình. Cô đã viết một điều ước rằng, "Nếu giả như có kiếp sau..."
4. The Daughter of White: Bài hát kể về Clarith, "Con gái của màu Trắng". Cô bị người dân trong ngôi làng ghét bỏ vì mái tóc trắng và đôi mắt màu đỏ (do thuộc tộc Netsuma). Cô vào rừng và cầu nguyện với thần, mong muốn có một người bạn. Một lần, cô gặp Michaela đang ngất, cô đã chăm sóc cho cô ấy, rồi cả hai trở thành bạn thân. Sau đó hai người đi tới Aceid làm thị nữ cho Mikina Freezis. Một ngày, vị vua tóc xanh đến thăm dinh thự và gặp Michaela rồi yêu cô ấy, do vậy mà hủy hôn với Riliane. Nàng bạo chúa đã ra lệnh giết hết những cô gái mang tóc xanh lá, do vậy mà Clarith lại lần nữa trở nên cô đơn. Sau cách mạng, cô trở thành một tu nữ. Một lần, cô gặp "Rin", cả hai dần trở nên thân thiết nhưng rồi Clarith đã nghe thấy lời thú tội của "Rin", cô chính là "Con gái của Ác ma". Clarith tiếp cận Rin khi cô đang một mình trên bãi biển, con dao trong tay cô nhắm vào lưng của Rin. Nhưng rồi cô nhận ra Rin cũng cô đơn như mình, và đã để cô sống. Sau đó Clarith dạy Rin nấu ăn, nghĩ về bóng hình chàng trai thấp thoáng đã ngăn cô giết Rin.
5. Twilight Prank: Kể lại quá khứ của Riliane và Allen lúc nhỏ. Tại bãi biển, hai đứa trẻ đã gặp một ác ma và nhanh chóng trở về nhà. Sau đó, Ác ma lại hiện lên và xin thức ăn. Công chúa từ chối chia sẻ thức ăn trong khi hoàng tử đã chia cho ác ma một phần. Để cảm ơn, Ác ma kể cho cậu nghe một truyền thuyết về biển. Sau đó, hoàng tử đã chia sẻ bí mật đó với chị gái mình.
6. Tree Maiden ~Millennium Wiegenlied~: Bài hát kể về Michaela, một tinh linh rừng cây. Tinh linh này thấy Clarith vào rừng và cầu nguyện để có một người bạn. Thấy Clarith luôn buồn bã, Tinh linh mong muốn được giúp đỡ cô. Sau đó, Michaela được Elluka chuyển sinh thành con người. Michaela đã làm bạn với Clarith, sống cuộc sống của một con người. Khi tới thành phố, cô gặp Kyle Marlon. Vì anh yêu cô nên đã hủy hôn với Riliane. Và rồi chiến tranh nổ ra, Michaela và Clarith phải chia tách, cả hai hứa với nhau sẽ sống sót rồi gặp nhau tại Khu rừng của Held, vì tình yêu họ dành cho nhau. Khi đang ẩn nấp dưới giếng, cô bị một "sát thủ tóc vàng" đâm vào ngực, cô nghĩ về Clarith và mong cô ấy sẽ sống sót với nguyện ước cuối cùng: "Nếu mình có thể tái sinh,..."
7. Handbeat Clocktower: Tại Thành Hedgehog, Marlon, Kyle Marlon đi lên đỉnh của Tháp đồng hồ Nhịp đập. Anh tự hỏi liệu Prim Marlon, người đang ngồi cười trên đỉnh tháp, là một 'ác ma' hay là 'mẹ' anh. Bước lên những bậc thang, nói về bức tranh anh vẽ Ney, và một người phụ nữ với "ác ý" đã tạo nên Bảy Đại Tội. Yukina Freezis nhắc anh rằng con đường đúng vẫn chưa biến mất và mọi chuyện sẽ kết thúc. Kyle khẳng định sẽ không đánh mất công lý, dù cho phải hướng lưỡi gươm về phía mẹ và em gái mình. Kyle đối mặt với Ney tại tầng thượng tòa tháp, bị chiếm hữu bởi Ác ma Ác thực. Dù cô giành lợi thế lớn nhưng Germaine Avadonia đã tới giải cứu Kyle. Kyle tin vào ngày nào đó, khi mà anh có thể cười trước nỗi đau quá khứ của mình, anh sẽ viết nên "câu chuyện thực sự" về những gì đã xảy ra.
8. Blink: Kể về suy nghĩ của Riliane sau khi làm tu nữ. Trong Rừng Thiên Niên Thụ, Rin đoán rằng khi mà chồi non bén rễ, cô sẽ trở nên trưởng thành hơn bây giờ; cô cũng tự hỏi liệu khi nó trở nên cao hơn thì cô có còn sống. Cô tiếp tục tưởng tượng rằng, khi cây non mọc thêm nhiều lá, thế giới thế giới này sẽ thay đổi rất nhiều, tự hỏi rằng tội lỗi của cô sẽ được tha thứ nếu chồi non này trở thành một thân cây to lớn chăng. Cô gái để ý, với một cái cây, một ngàn năm cũng chỉ như là một cái chớp mắt, cô cầu nguyện với cái cây cho hòa bình vĩnh viễn.
9. A Hero's Armor is Always Crimson: Leonhart Avadonia - Một kị sĩ người đã chiến thắng rất nhiều trận chiến đẫm máu đi ngang qua một thị trấn đổ nát; tìm thấy một người phụ nữ đã chết với một đứa trẻ, ông giơ thanh kiếm lên. Năm năm sau khi đưa đứa trẻ đi, ông đến thăm cô tại ngôi nhà tạm thời của họ; nhận ra cô là một thành viên của Hoàng Gia Beelzenia, người kị sĩ tin rằng có thể dùng cô như con tin vào ngày nào đó. Một ngày, bọn cướp bao vây người kị sĩ và "con gái" của ông, một nhóm kẻ lạ mặt yêu cầu ông giao cô bé ra. Dù điều này xảy ra như mong muốn của ông, người kị sĩ lại ngập ngừng và cô gái nhỏ lại chạy ra che chắn trước mặt ông. Người kị sĩ đã rút kiếm, bảo vệ cô, quyết định trở thành một người cha thật sự.
10. Neomaria of the Inverted Gravestone: Bài hát kể về Neomaria, một đứa trẻ sát thủ được nuôi dưỡng bởi ma nữ hỗn độn sở hữu Ác Ý. Bài hát kể lại nhiệm vụ đầu tiên của cô chính là tiêu diệt một binh đoàn sa mạc, trước khi giải thích cái tên của cô đã được khắc lên bia mộ từ khi sinh ra. Ngày hôm nay, Neomaria được giao nhiệm vụ giết một kẻ Beelzenia bỏ trốn và phục kích cậu bé đó. Nhận ra cả hai gần như là cùng tuổi, cô đã do dự và trượt khỏi vách đá. Mất đi kí ức và được chăm sóc, cô được một binh đoàn Asmodean đưa đi và bắt đầu một cuộc sống mới, sử dụng cái tên "Mariam". Bài hát kết thúc với câu nói không ai biết tên thật của cô.
11. Swear an Oath on that Bridge: Bài hát nói về Elluka Clockworker, người suy nghĩ về thời gian và việc cô không thể cuộn ngược nó lại; rồi cô gặp Leonhart Avadonia, Mariam Phutapie và Arth Lucifen d'Autriche tại Cầu Sanosun. Bài hát nói rằng ý thích của cô chợt thay đổi, cô đã tham gia cùng hai anh hùng khác và một lập lời thề với Arth.Có một cuộc sống thật dài, Elluka đưa ra lời khuyên với đồng đội trước khi bài hát nói rằng Cầu Sanosun gắn kết vùng đất cùng những trái tim. Mọi người cùng cười với ý tưởng của Elluka, và cô nói rằng vận mệnh có thể thay đổi. Sau khi nghe thấy Khúc hát ru của Cỗ máy Đồng hồ từ một con dơi, Elluka kể ra các thành viên của Tam Anh hùng khi họ lập lời thề với Arth.
12. That King was Born from Mud: Bài hát kể về câu chuyện của Arth, một vị vua quả cảm, cùng với những người lính và Tam Anh Hùng trung thành đã làm cho vương quốc của mình trở nên hùng mạnh. Và bí mật của anh, việc vị vua ấy không phải là người không ai hay biết. Dù cơ thể đó có là bùn đất, anh vẫn dấn thân vào chiến trường vì an toàn của con người. Anh chiến đấu không phải để được yêu mà chiến đấu vì tình yêu. Người vợ của Arth – Anne đã nói: "Dù cho trong thân xác ấy của anh máu không chảy,em vẫn sẽ ở bên cạnh anh". Trái tim yêu thương con người đó đã tạo nên phép màu, ngày hôm nay anh ra đi, vì sự an toàn của hai đứa trẻ của anh. Dù ngày mai, cơ thể bùn có tan rã, anh vẫn sẽ đi, vì công lý.
13. Reach for the Stars ~The Letter She Kept Waiting For~: Rilliane trở thành tu nữ tên Rin, chăm sóc cho những đứa trẻ mồ côi. Lúc cô sắp qua đời, bọn trẻ muốn giúp cô hoàn thành một nguyện vọng để báo đáp công nuôi nấng. Rin kể cho chúng nghe về một bức thư cô gửi đi khi còn trẻ mà không nói ai là người nhận. Bọn trẻ chia nhau đi tìm người nhận đó. Chúng gặp một họa sĩ già, ông đã kể chúng nghe về quá khứ của tu nữ, những tội lỗi cô gây ra và người nhận kia đã chết. Bọn trẻ trở về, viết một bức hồi âm giả và đưa cho Rin. Cô mỉm cười, cảm ơn chúng và qua đời.

- Chú ý: Bài hát "Re-birthday" được cho là một phần của câu chuyện Ác chi Nương, sau này đã được xác nhận là không phải.[1] The Letter She Kept Waiting For cũng bị loại bỏ vì bị tác giả là điểm chết của cốt truyện,[1] nhưng về sau bài hát được tái phát hành trong album Evils Extra với một vài lời hát thay đổi, chính thức trở thành một phần của seies Ác chi Nương.

## Bối cảnh
Series Ác chi Nương lấy bối cảnh tại Bolganio, một lục địa giả tưởng trong thế giới của series, với tất cả sự kiện lớn đều diễn ra ở vùng phía tây, Evillious. Cốt truyện chính diễn ra từ EC 499 đến 505, dù có nhiều sự kiện diễn ra trước hoặc sau khoảng thời gian này được tham chiếu trong các tài liệu về sau. Nhiều nhân vật đã di chuyển đến và đi từ nhiều quốc gia trong suốt phần nội dung và hoạt động chính trị của họ đóng một vai trò lớn tại nơi sự kiện diễn ra.

### Các quốc gia

#### Vương quốc Lucifenia
Một Quốc gia lớn mạnh trong khu vực Evillious, còn được gọi là "Hoàng Quốc". Nhanh chóng được mở rộng qua những cuộc chinh chiến dưới thời vua Arth I, trở thành một cường quốc bậc nhất thời bấy giờ. Dưới thời Nữ hoàng Anne, cuộc sống nhân dân thịnh vượng và yên vui suốt gần một thập kỉ nhưng về sau đất nước tàn lụi vì sự chuyên chế của công chúa Riliane chỉ trong vòng hai năm. Lucifenia được sáng tạo dựa trên Vương quốc Pháp (cũ).

#### Vương quốc Elphegort
Một quốc gia nằm cạnh Lucifenia, còn được gọi là "Lục Quốc". Tất cả người dân ở đây đều có mái tóc màu xanh; họ thực hiện chính sách sắc tộc rất mạnh mẽ, phân biệt đối xử với người của tộc khác. Nước này đã tránh khởi sự xâm lược của Hoàng Quốc nhờ có Rừng Thiên Niên Thụ nằm chắn giữa biên giới hai quốc gia. Elphegort được sáng tạo dựa trên Vương quốc Đức (cũ).

#### Vương quốc Marlon
Quốc đảo ở phía tây đại lục Evillious, còn được biết đến với tên "Lam Quốc". Vị vua nước này, Kyle Marlon đã đính hôn với công chúa Riliane do sự sắp đặt của thân mẫu hai bên và sẽ làm lễ cưới khi Riliane qua tuổi mười lăm. Dù Kyle là vua của đất nước nhưng anh chỉ được coi như là một con rối của Thái hậu Prim.  Marlon được sáng tạo dựa trên Vương quốc Anh (Vương quốc Liên hiệp Anh và Bắc Ireland).

#### Đế quốc Beelzenia
Một đế quốc nằm ở phía nam Lucifenia, còn được gọi là "Xích Quốc". Đất nước này đã từng nắm giữ hai phần ba lục địa Evillious trước khi Lucifenia và Asmodean tuyên bố độc lập khiến Beelzenia nhanh chóng suy sụp. Sau đó, nước này còn mất nhiều phần lãnh thổ của mình trong chiến tranh mở rộng Lucifenia dưới thời vua Arth. Kết quả là sự cạnh tranh liên tục nảy sinh giữa Đế quốc và Lucifecnia. Beelzenia được sáng tạo dựa trên Vương quốc Tây Ban Nha.

#### Levianta Thần Thánh
Một quốc gia lớn nằm ở phía bắc của Elphegort và là trung tâm tôn giáo của đạo Levin. Được xây dựng lại từ đống đổ nát nhiều thế kỉ trước của Ma đạo Vương quốc Levianta, quốc gia mới là một cái bóng của thời kì hoàng kim trước đây. Nơi này có một mối liên kết với Vương quốc Elphegort. Levianta được sáng tạo dựa trên Đế quốc Nga (cũ).

#### Asmodean
Một quốc gia nằm ở phía đông của Lucifenia và Elphegort. Nước này đã từng là một phần của Đế quốc Beelzenia trước khi tuyên bố độc lập. Quốc gia này đã bị tấn công bởi Vương quốc Lucifenia dưới thời cai trị của Vua Arth và phải chịu đựng rất nhiều tổn thất do chiến tranh. Đất nước này có quan hệ kém với Elphegort và Lucifenia. Nhiều lính đánh thuê có nguồn gốc từ nơi này. Asmodean được sáng tạo dựa trên Bán đảo Ả Rập.

## Nhân vật
Dưới đây chỉ là danh sách nhân vật chính.Tên các nhân vật được nêu ra theo thứ tự "Tên (Vocaloid/Utau đại diện): Mô tả". Lưu ý không gọi tên Vocaloid/Utau thay cho tên nhân vật.
- Chú ý: Trong lời của bài hát The Servant of Evil có câu hát: とても可愛い僕の姉弟 (totemo kawaii boku no kyoudai). Nhân vật Allen dùng 姉弟 (kyoudai) để chỉ nhân vật Riliane, từ này vốn mang nghĩa chỉ chị gái và em trai,[2] nhưng nhiều bản fansub thời đầu lại dịch thành em gái, khiến nhiều người hiểu sai mối quan hệ giữa hai nhân vật này.

### Vương quốc Lucifenia

#### Vương Thất Lucifenia
Vương Thất Lucifenia, trước đây được biết đến là Gia tộc d'Autriche, là dòng dõi hoàng tộc cai trị Vương quốc Lucifenia. Lúc trước từng chi phối khu vực như một dòng tộc trong Ngũ Công tước tại Đế quốc Beelzenia. Vào EC 399, Công tước đương nhiệm tuyên bố độc lập với Đế quốc Beelzenia đang suy tàn và gây dựng nên Vương quốc Lucifenia, tự xưng là Lucifenia Đệ Nhất. Sau Cách mạng Lucifenia, vương thất đã bị loại bỏ khỏi tầng lớp quyền lực.
- Arth Lucifen d'Autriche (Kagamine Len bản trưởng thành): Chồng của Anne và là cha của Riliane và Allen. Khi còn trẻ, ông và gia đình chết trong một vụ tai nạn xe ngựa, tinh linh Lich đã lấy linh hồn ông đặt vào một hình nhân bùn có vẻ ngoài giống hệt ông, để ông sống tiếp. Dưới thời ông cai trị đất nước, Vương quốc trở nên hùng mạnh và lãnh thổ được mở rộng. Sau này, thân xác bùn tan vỡ và ông qua đời, cái chết được công bố là do nhiễm bệnh Gula.
- Anne Lucifen d'Autriche (Sweet ANN): Tên thời con gái là Anne Swee, là người bạn thời thơ ấu với Prim Marlon và người chồng tương lai - Arth Lucifen d'Autriche. Sau khi chồng mất, Anne cai trị Lucifenia và các vùng lãnh thổ chiếm được từ cuộc xâm lược trước đây của vương quốc, nắm quyền cai trị cho tới khi Riliane đủ tuổi. Sau này chết vì nhiễm bệnh Gula.
- Riliane Lucifen d'Autriche (Kagamine Rin): "Con gái của Ác ma" - Công chúa của Vương quốc Lucifenia. Mất đi một phần kí ức, cô không hề nhớ về cậu em trai Alexiel do ảnh hưởng từ một lần trục xuất ác ma. Sau này cô lại bị Ác ma Ngạo mạn chiếm hữu, khiến cho tính khí trở nên ích kỉ, kiêu kì. Tuy cai trị đất nước nhưng cô hoãn việc đăng quan làm nữ hoàng cho tới khi đủ tuổi để thể hiện sự tôn trọng với mẹ cô - nữ hoàng đời trước. Khi cách mạng nổ ra, cô tráo đồ với người hầu Allen rồi trốn thoát, đổi tên thành "Rin" và làm một tu nữ tại Tu Đạo Viên Held ở Elphegort, chăm sóc những trẻ cơ nhỡ.
- Allen Avadonia (Kagamine Len): "Người hầu của Ác ma" - Vốn là Hoàng tử Alexiel Lucifen d'Autriche, em trai song sinh của Riliane. Do tranh chấp chính trị mà được thông báo là đã chết, rồi được Leonhart Avadonia nhận nuôi và đổi tên thành Allen. Sau này về cung làm người hầu phục vụ cho Riliane, rất tận tâm và trung thành. Khi có cách mạng, cậu đổi đồ cho chị gái và chết thay cô.

#### Tam Anh hùng
Tam Anh hùng là một nhóm bao gồm ba nhân vật huyền thoại trung thành với Vua Arth Đệ Nhất và Vương quốc Lucifenia, được công nhận vì những thành tựu của họ trong chiến tranh chống lại Asmodean và Beelzenia. Vì công lao của họ trong chiến tranh, họ được công nhận là một trong những chiến binh vĩ đại nhất của thế kỷ thứ 5 EC và được nhiều người tôn sùng.
- Leonhart Avadonia (Leon): "Chỉ huy Ngự Lâm Quân" của Lucifenia. Ông là một trong "Tam Anh hùng". Do yêu Hoàng hậu Anne mà rời bỏ quê hương, tới Lucifenia phụng sự. Trong khi tiến hành xâm lược Belzenia, ông nhận nuôi Zita C. Beelzenia, đặt tên là Gemaine Avadonia  với mục đích ban đầu là làm con tin. Nhưng sau, ông thay đổi và quyết định làm cha cô bé, nuôi dưỡng cô như con gái. Khi xảy ra tranh chấp chính trị về quyền thừa kế, theo nguyện vọng của Hoàng tử Alexiel, ông nhận nuôi cậu dưới cái tên Avadonia. Công chúa Riliane đã ra lệnh cho Allen ám sát ông vì ông luôn phản đối cách cai trị của cô, đỉnh điểm là lúc ông bị phát hiện lấy trộm lương thực từ vương cung để chia cho dân nghèo.
- Mariam Phutapie (Miriam): "Thị nữ Trưởng" tại Vương Cung Lucifenia và là một trong "Tam Anh hùng". Từng là sát thủ riêng của Abyss I.R.. Sau ngã xuống từ vách đá và mất trí nhớ, cô được một binh đoàn Asmodean cứu và trở thành một vị Tướng trong quân đội. Sau cô bỏ trốn khỏi quân đội và gặp vua Arth, phục vụ cho ông. Khả năng chính của cô là làm gián điệp. Cô nhận nuôi Ney Phutapie và sau này bị chính con nuôi giết. Do nhiệm vụ chính của cô là tình báo nên rất ít ai biết cô là một trong Tam Anh hùng.
- Elluka Clockworker (Megurine Luka): "Ma đạo sư Thời gian". Cô là một ma đạo sư hơn năm trăm tuổi, thu thập Bảy Đại Tội theo yêu cầu của Held. Từng làm sĩ quan tham mưu cho Hoàng đế Beelzenia, cô gặp rồi cùng Leonhart Avadonia, Mariam Phutapie lập nên Lời thề cầu Sanosun, trở thành pháp sư triều đình của Vương quốc Lucifenia, được tôn vinh là một trong "Tam Anh hùng". Cô phải đối đầu với một ma đạo sư khác, Abyss I.R., cùng nhau tranh giành các Kim Khí Đại Tội. Cô từng trục xuất Ác ma ra khỏi công chúa Riliane khiến cô bé bị mất trí nhớ, chuyển sinh Michaela và Gumillia thành con người. Sau khi cách mạng Lucifenia thành công, cô bị Kyle truy lùng. Sau khi Kyle được giải thoát khỏi sự chiếm hữu của ác ma, cô cùng anh ta chống lại âm mưu của Thái hậu Prim và Abyss I.R..

#### Khác
- Germaine Avadonia (MEIKO): "Nữ kiếm sĩ Giáp đỏ". Tên lúc sinh Zita C. Beelzenia. Là con nuôi của Leonhart Avadonia và chị nuôi của Allen Avadonia. Sau khi cha nuôi bị giết hại, cô thành lập Quân kháng chiến Lucifenia nhằm lật đổ công chúa tàn bạo và trả thù. Sau khi cách mạng thành công và Marlon chiếm đóng Lucifenia, Germaine bị Kyle truy đuổi, cô bỏ trốn, cùng những cựu thành viên quân cách mạng chống lại vị vua trẻ. Sau khi Kyle được giải thoát khỏi sự chiếm hữu của ác ma, cô cùng anh ta chống lại âm mưu của Thái hậu Prim. Cô mang trong mình dòng máu của Conchita và Venomania.
- Gumillia  (Gumi): Cô là một đệ tử của Elluka và là bạn thân với Michaela. Giống như Michaela, cô cũng là một tinh linh rừng và được Elluka chuyển sinh. Nguyên dạng của cô là một con sóc. Cô được đào tạo để trở thành một trong "Tam Anh hùng" kế vị Elluka. Sau khi xảy ra cách mạng, Gumillia tiếp tục theo Elluka thu thập các kim khí đại tội. Kể từ sau trận Quyết đấu trên Cao nguyên Merrigod, Gumillia bắt đầu đảm đương vai trò Chủ nhân Minh giới.
- Gast Venom (Gakupo): Gast Venom, tên khai sinh Zenon Octo còn được biết đến là Ác ma xứ Asmodean, trên thực tế là chỉ huy của Dong Binh Đoàn Venom và là một hậu duệ của Sateriasis Venomania. Sau khi em gái của anh mất, Zenon trốn tới Asmodean và trở thành một người lính, có được cái tên và danh tính mới. Bị trục xuất sau khi bị cáo buộc sát hại thượng cấp, Gast trở thành một lính đánh thuê và tìm kiếm những kim khí đại tội để hồi sinh người em gái đã mất của anh. Khi cách mạng nổ ra, Allen thuê Gast bảo vệ Riliane. Anh đối đầu với Germaine và bị cô giết.
- Riliane Mouchet  (Lily): Biệt danh Lily, là vị tướng của quân đội Lucifenia. Sau khi cha cô mất,, cô tiếp quản Pháo đài Retasan phục vụ tân chính phủ Marlon khi Lucifenia bị sáp nhập vào Marlon. Sau khi Ney Marlon tiếp quản Pháo đài và cô bị cách chức, Riliane quay sang hỗ trợ phe Beelzenia. Vì có cái tên giống với "Con gái của Ác ma" nên cô ghét bị gọi bằng tên thật.
- Yvette: Tu nữ trưởng của Tu Đạo Viện Held ở Lucifenia. Sau khi mẹ cô cưới Tướng Shalgham, cô phải sống cực khổ vì sự lạnh nhạt của gia đình cha dượng. Cô tham gia vào kế hoạch loại bỏ Gast Venom của ông ta với mong muốn tìm được một chút tình yêu gia đình. Nhưng cô lại yêu Gast và giết Shalgham. Sau này Yvette trở thành tu nữ.

### Vương quốc Marlon

#### Vương Gia Marlon
Vương Gia Marlon là dòng dõi vương gia cai trị Vương quốc Marlon suốt nhiều thế kỉ. Sau khi Maistia dành độc lập, vương gia bị thay thế bởi Gia tộc Viwirtz, vẫn là một gia đình quý tộc quyền lực dù cuối cùng suy tàn sau nhiều thế kỉ.
- Kyle Marlon (KAITO): "Vua của Lam Quốc". Anh vốn có hôn ước với Công chúa Riliane, nhưng do ảnh hưởng của Thanh kiếm Venom nên đã yêu Michaela rồi hủy hôn với công chúa. Sau khi Michaela bị giết, anh tham gia vào quân kháng chiến nhằm lật đổ Riliane. Tuy là vua nhưng anh chỉ như con rối trong tay mẹ mình, Thái hậu Prim Marlon. Nhiều lần bị Ác ma chiếm hữu do mục đích của mẹ, anh dần nhận ra sự thật và chống lại âm mưu của bà.
- Prim Marlon  (Prima): Mẹ của Ney và Kyle, người thực sự nắm quyền cai trị Marlon. Là bạn thân từ nhỏ của Anne. Cô yêu Arth nhưng anh ta lại cưới Anne khiến Prim ghen tức, cô cấu kết với Abyss I.R. lập kế họa hủy hoại cuộc đời của Anne để trả thù, là kẻ đứng sau mọi bi kịch của câu chuyện. Trong Trận chiến Thành Hedgehog, do bà không để ý tới Ney, khiến tâm lý cô ấy trở nên rối loạn và bị Ney xuống tay giết.
- Ney Phutapie (Akita Neru): Tên thật là Ney Marlon. Vốn là con riêng của Prim Marlon và vua Arth, cô bị mẹ đưa cho Abyss I.R. làm thí nghiệm và huấn luyện nên tâm lý bất ổn. Năm chín tuổi cô giả mất trí nhớ, được Mariam nhận nuôi và vào vương cung Lucifenia làm thị nữ kiêm gián điệp. Tại đây cô tuyên truyền những thông tin gây bất đồng nội bộ. Cô là người đã giết Michaela và mẹ nuôi Mariam. Sau cách mạng Lucifenia, cô quay về phục vụ bên cạnh Prim. Trong Trận chiến Thành Hedgehog, tâm lý Ney trở nên bất ổn khi không được Prim khen và đã giết bà. Cô bị thương nặng trong lúc giao chiến với Kyle rồi bị Abyss I.R. giết.
- Chartette Lanley (Kasane Teto): Một thị nữ phục vụ cho Công chúa Riliane và được công chúa yêu thích vì tính cách vô tư, vui vẻ. Sau khi giác ngộ với hiện trạng, Chartette hỗ trợ quân kháng chiến trong việc thu thập các thông tin quan trọng từ vương cung, rồi cô tham gia cách mạng. Sau này, Chartette tái hợp cùng những thành viên kháng chiến trước kia và trở thành lính của Beelzenia, tạo nên phe đối lập với Đức Vua Kyle.

#### Khác
- Abyss I.R. (Nekomura Iroha): Pháp sư triều đình của Marlon lúc bấy giờ, mang ngoại hình của một bà lão, luôn mang theo một con mèo đỏ trên cổ. Danh tính thực là Irina Clockworker, em chồng của Elluka. Suốt năm trăm năm qua, Irina theo đuổi các kim khí, mong muốn phát tán HER. Cô lợi dụng Prim để thu các kim khí về cho mình.

### Vương quốc Elphegort

#### Làng Yatski
- Michaela (Hatsune Miku): "Con gái của màu Lục". Một tinh linh rừng cây của Held và có dạng chim oanh. Sau được Elluka Clockworker chuyển sinh thành con người. Cô trở thành bạn với Clarith, cùng nhau tới Aceid làm hầu gái cho Keel Freezis, một thương nhân của Elphegort. Sở hữu giọng ca hoàn hảo và ngoại hình xinh đẹp, cô luôn được mọi người yêu mến. Được Kyle yêu thương và trở thành mục tiêu trong "Lệnh Giết Lục", cô bị giết rồi trở thành một chồi non và được chọn để kế vị Thần Held.
- Clarith (Yowane Haku): "Con gái của màu Trắng". Là một thôn nữ làng Yatski, bị ghét bỏ do mang màu tóc trắng và mắt đỏ khác với người dân Elphe bản địa. Cô gặp và trở thành bạn thân với Michaela, cả hai đã cùng nhau đến Aceid làm thị nữ cho Keel Freezis. Sau khi Michaela bị giết hại, cô trở thành một tu nữ tại Tu Đạo Viên Held. Cô đã cứu Riliane khi thấy cô ấy ngất tại bờ biển. Không biết cô bé là công chúa Riliane, Clarith đã chăm sóc và giúp đỡ "Rin". Lúc nhận ra Rin chính là người đã hại chết bạn thân Michaela, cô định giết Rin nhưng Allen can thiệp khiến cô nhận ra Rin cũng cô đơn như mình và để công chúa được làm lại cuộc đời.
- Ayn: Con trai của trưởng làng Yatski, cậu thích thầm Clarith. Luôn muốn bảo vệ Clarith khỏi sự phân biệt và cảm thấy xấu hổ về sự tham ô của cha mình. Khi phát hiện ra cha cậu tính đổ tội giết người cho Clarith, Ayn báo cho Clarith và Michaela, đưa họ trốn thoát. Sau khi đưa hai người họ tới nơi an toàn, Ayn báo cáo những hành vi sai trái của gia đình cậu cho Bá tước Felix và gia nhập quân đội địa phương. Khi xảy ra lệnh giết lục, Ayn gặp lại Clarith và Michaela, và chết khi cố gắng bảo vệ cho hai người họ.

#### Gia tộcFreezis
Gia tộc Freezis là một gia đình thương nhân quý tộc đến từ Vương quốc Marlon. Sau khi chuyển đến Vương quốc Elphegort thì trở thành một trong những gia tộc giàu có nhất Evillious. Sau khi diễn ra Lệnh Giết Lục, gia tộc mang theo công việc kinh doanh quay về Marlon, mở rộng nó thành một tập đoàn to lớn qua nhiều thế kỉ.
- Keel Freezis (Hiyama Kiyoteru): Một thương nhân đến từ Vương quốc Marlon và là người bạn của vua Kyle Marlon. Gây dựng sự nghiệp tại Elphegort, Keel thành lập Thương Hội Freezis để giao thiệp khắp Evillious. Thông qua các mối quan hệ của mình, thương gia giúp đỡ cho Cách mạng Lucifenia khi anh cùng gia đình di cư đến Marlon. Lúc này, anh ủng hộ vua Kyle và điều tra lại sự kiện diễn ra lúc đó.
- Mikina Freezis  (SF-A2 Miki): Tên thời con gái là Mikina Sfarz, là một quý tộc đến từ Vương quốc Marlon. Cô yêu Keel và cùng anh bỏ trốn tới Elphegort. Do những rắc rối về tài chính của gia đình ở Elphegort, Mikina vô tình lập khế ước với Ác ma Cường dục, trở thành con tốt cho Prim Marlon và Abyss I.R.. Thông qua mạng lưới thông tin của chồng, cô đã bí mật trợ giúp cho mưu đồ của Thái Hậu Prim trong khi cố gắng bảo vệ gia đình mình.
- Yukina Freezis  (Yuki Kaai): Là một nhà văn nổi tiếng của Evillious. Viết truyện từ khi còn nhỏ, Yukina nhanh chóng trở thành tiểu thuyết gia nổi tiếng từ khi còn trẻ. Suốt thời thanh xuân, cô đi khắp Evillious để tìm hiểu thêm về các kim khí đại tội và Ác Chi Nương. Tác phẩm tiêu biểu của cô là tiểu thuyết "Ác chi Nương", cô còn là tác giả của Đồng thoại Freezis.
- Shaw Freezis  (Tsukiyomi Shouta): Con thứ hai của Gia tộc Freezis. Sau khi lớn lên, cậu hỗ trợ Keel trong công việc kinh doanh, sau này tiếp quản thương hội của cha và tiếp quản việc kinh doanh của gia đình.
- Aile Freezis  (Tsukiyomi Ai): Con gái út của Keel và Mikina Freezis. Vì thể trạng yếu nên được nuông chiều từ nhỏ, cô gái Freezis cuối cùng đã kết hôn với một quý tộc khác và sống hạnh phúc.

## Tổng quan nội dung
Akuno-P đã viết nên cốt truyện từ trước khi anh tạo ra "Daughter of Evil" và đã đăng lên blog của mình, chia thành 8 chương. Sau đó, anh đã thông báo về việc viết nên một cốt truyện chi tiết hơn và vẫn dựa trên nó. Cốt truyện ban đầu chỉ bao gồm những sự kiện chính xung quanh công chúa ngạo mạn. Sau này đã được mở rộng nhiều hơn thông qua các tiểu thuyết, manga, truyện ngắn.

### Chương 1 - Con gái của Ác ma
"Rất lâu về trước có một vương quốc. Một vị vua khôn ngoan người cả đời xây dựng nên vương quốc ấy đã mất vì bệnh tật, và một vị hoàng hậu mang giọng nói ngọt ngào, vợ của ông, đã thay thế ông cai trị đất nước. Cô cai trị vì cuộc sống tốt đẹp hơn cho người dân, tốt hơn cả ông ấy, và vương quốc được hưởng sự thịnh vượng. Dù vương triều của bà tiếp nối sau cái chết của ông, bà vẫn phải chịu cùng một nỗi đau rồi mất. Người còn lại phía sau chỉ có "cô con gái duy nhất", được nuôi nấng trong tiện nghi, có đồ nội thất tuyệt vời, một con ngựa đẹp, khỏe và một cậu người hầu trông giống cô và sẵn sàng làm bất cứ thứ gì cô muốn. Cô kế vị mẹ mình và cai trị vương quốc. Tuy nhiên, cô không phải là một cô gái có hiểu biết và quyền thống trị của cô đã đi quá xa. Cô áp đặt nhiều thứ thuế lên đầu người dân và thanh trừng những ai không theo lệnh. Dần dần, người ta gọi vương quốc ấy là "vương quốc của cái ác và tàn độc" còn công chúa là "con gái của ác ma"."

### Chương 2 - Nạn đói lớn tràn qua
Thực ra "con gái của ác ma" đã bước tới ngôi vị nữ hoàng, tuy nhiên, để tỏ lòng tôn kính với vị hoàng hậu là mẹ cô, cô quyết định sẽ cai trị vương quốc như một công chúa và sẽ không lên ngôi cho đến khi đủ tuổi. Một ngày, một nạn đói lớn tràn qua vương quốc khiến nhiều người chết vì thiếu ăn. Vài chư hầu đã nói với cô về sự đói nghèo của nhân dân và đưa ra ý cung cấp cứu trợ, nhưng cô chỉ nói, "Nếu họ không thể ăn bánh mì, hãy cho họ ăn bánh kem!" (một sự tham khảo tới câu nói được cho là của Maria Antonia của Áo; "Qu'ils mangent de la brioche")

### Chương 3 - Mối hận thù giữa Nữ kiếm sĩ và Công chúa
Lúc này, chẳng còn ai đưa ra ý kiến riêng trừ một con người trung thành đã phục vụ từ thời mẹ cô nắm quyền. Ông được gọi là "đội trưởng đội cận vệ hoàng gia với cái ten Leon". Ông là người duy nhất phản đối cô và ra sức khuyên bảo cô giúp đỡ người dân. Cuối cùng ông và những chư hầu ủng hộ ông đã tự đưa ra quyết định cứu người dân khỏi cơn đói. Công chúa trở nên tức giận vì bữa ăn tại vương cung trở nên sơ sài và cả những điều đang diễn ra sau lưng mình. Một đêm, cô mời viên chỉ huy tới phòng cô trong vương cung. Vào sáng hôm sau, xác chết của ông nằm cạnh bờ sông chảy qua vương quốc và đứng cạnh đó là "cậu người hầu trông giống công chúa". Cậu ta nói: "Giờ đây không có ai có thể làm hại cô ấy được." Vài giờ sau, "một cô gái trong bộ đồ đỏ" bật khóc bên cạnh thi thể ấy. Cô bí mật thề sẽ trả thù công chúa cho cha cô. Đây chính là khởi đầu của cuộc nổi dậy.

### Chương 4 - Ghen tuông và Chiến sự
Nàng công chúa tàn bạo đang yêu "một chàng trai màu lam", hoàng tử của vương quốc bên kia đại dương. Cô đã gửi chư thần đến đó để cầu hôn, tuy nhiên, anh đáp lại "Anh đã có một người, người mà anh yêu thương ở tại vùng đất màu lục kia. Thế nên anh không thể cưới em." Công chúa giận dữ vì ghen tuông và nghĩ rằng sẽ giết "người con gái tóc lục mà anh ta yêu", nhưng cô lại chẳng biết cô ta là ai. Rồi một ngày, cô gọi một người hầu tới và nói với giọng nhẹ nhàng: "Nếu ngươi không tìm được con ả tóc lục đó, hãy hủy diệt cả Lục quốc". Chiến sự giữa hai vương quốc nổ ra trong đêm. Nhiều ngôi nhà bị đốt cháy và nhiều người đã mất mạng. Mọi người đau khổ và thương xót dù vậy, công chúa chẳng hay biết gì và vẫn sống trong vương cung với sự thanh nhã thường ngày; "Ôi, đã tới giờ uống trà rồi" là câu nói ưa thích của cô.

### Chương 5 - Điều đến với Lam và Lục
Thật bi thương, vùng đất màu lục bị phá hủy. Nhưng, người con gái tóc lục vẫn còn sống sót vì "cậu người trông giống công chúa" đã giấu cô tại một cái giếng, nó đã bảo vệ cô khỏi ngọn lửa. Cậu cũng yêu cô. Cậu đã cho rằng khi mà công chúa chẳng biết mặt cô gái đó, tốt hơn là nên đưa cô tới nơi mà "chàng trai màu lam" sống sau khi mọi chuyện lắng xuống và công chúa sẽ không cố phá hủy vương quốc nơi người cô yêu sống. Một ngày, công chúa đưa cho cậu người hầu một chiếc chai thủy tinh nhỏ. Khi công chúa muốn yêu cầu cậu ta điều gì đó quan trọng, cô luôn dùng cách mà không nói ra trực tiếp qua miệng. Nó đã trở thành một thói quen từ khi cậu người hậu kể cho cô một truyền thuyết. Và những gì được viết trên mảnh giấy da cậu lấy ra khỏi chai là "làm cho cô ta biến mất". Sau đó "Chàng trai màu lam" tìm thấy thi thể của người con gái anh yêu nằm lạnh lẽo dưới đáy giếng. Anh thề sẽ trả thù công chúa.

### Chương 6 - Cuộc nổi dậy
Người dân bất người nổi dậy chống lại nàng công chúa ác ma. Dẫn đầu họ là "nữ kiếm sĩ giáp đỏ" và "người đàn ông tóc xanh mang mặt nạ". Sự giận dữ của "người phụ nữ màu đỏ", "người đàn ông màu xanh" bao trùm khắp vương quốc và quân nổi dậy đã đánh thắng quân đội hoàng gia vốn có đông đảo lực lượng. May cho quân nổi dậy là quân đội đã yếu đi vì cuộc chiến gần đây, họ bao vây vương cung, tất cả quan lại và người hầu đều bỏ trốn. Kẻ duy nhất bị bỏ lại chính là đóa hoa xinh đẹp, đáng yêu và tàn bạo "con gái của ác ma". Khi mà cô sắp bị bắt, cô la lên "Ngươi, tên xấc xược ngu xuẩn!". Công chúa bị bắt và đó là cái kết của vương quốc này.

### Chương 7 - Khoảnh khắc cuối đời
Việc hành quyết công chúa đã được định. "Cô" bị đưa vào ngục tù và không ai biết "cô" đang nghĩ gì. Người dân tụ tập quanh quảng trường nơi máy chém đã được chuẩn bị
"Ôi, đã tới giờ trà rồi" 
Đó là lời mà "Con gái của Ác ma" đã nói trước khi tiếng chuông ngân vang và lưỡi chém rơi xuống. Việc hành quyết đã xong, "con gái của ác ma" đã chết và mọi thứ kết thúc.

### Chương 8 - Lời bạt
Vài ngày sau buổi hành quyết có một lời đồn lan truyền, nói rằng người bị giết ngày đó chỉ là một kẻ thế thân và công chúa vẫn còn sống. Trong thị trấn, tại một bến cảng, có một người đang đứng, giấu bản thân mình khỏi những ánh mắt tò mò, chính là nàng công chúa đã cải trang thành người hầu; "Ta xin lỗi...Len". "Con gái của Ác ma" lấy một mảnh giấy da đặt vào trong chiếc chai và thả nó xuống biển. Viết lên đó điều ước của cô. Đó chính là một ngày nào đó cô sẽ gặp lại cậu người hầu, và rồi họ sẽ lại là một cặp song sinh. Đây là một câu chuyện từ ngày xưa.

## Tiểu thuyết và Sách dữ liệu

Hình ảnh quảng bá cho cuốn tiểu thuyết Ác chi Nương: Hoàng Sắc Chung Yên Khúc

Ác chi Nương: Hoàng Sắc Chung Yên Khúc(悪ノ娘 黄のクロアテュール), là cuốn tiểu thuyết đầu tiên của series được viết bởi Akuno-P (mothy), và phát hành vào ngày 10 tháng 8 năm 2010 bởi Viện PHP. Trên blog của ông, mothy đã thông báo về cơ bản thì cuốn tiểu thuyết dựa trên các bài hát mà ông viết cùng với phần nội dung ông đã cung cấp cho vở kịch. Cốt truyện có vài khác biệt về khía cạnh và bối cảnh. Hầu hết những cái tên đã xuất hiện trong vở kịch ("Riliane", "Allen", v.v.) và thêm nhiều nhân vật khác xuất hiện trong tiểu thuyết. Người minh họa là Ichika, Yuu, KIM DONGHOON, Yunomi. Nội dung chính kể về cuộc sống xa hoa của nàng công chúa Riliane và sự tận tâm phục vụ của Allen, cơn ghen tuông dẫn tới chiến sự và cuộc cách mạng nổ ra sau đó, cuối cùng là việc Allen tráo đồ với Rilliane và bị tử hình thay chị gái.
Nhiều trang có sẵn xuất hiện trong tính năng Look Inside tại Amazon.
Ác chi Nương: Lục Sắc Diêu Lam Khúc(悪ノ娘 緑のヴィーゲンリート), cuốn tiểu thuyết thứ hai, phát hành vào ngày 24 tháng 2 năm 2011. Bìa được minh họa bởi Suzunosuke. Nội dung chính kể về việc Ma đạo sư Elluka chuyển sinh hai tinh linh Gumillia và Michaela thành người và huấn luyện họ làm đệ tử, việc Michaela gặp và làm bạn với Clarith, rồi hai người họ trở thành thị nữ của gia tộc Freezis và  gặp gỡ vua Kyle, chiến tranh xảy ra và Michaela bị Ney Marlon sát hại, cuộc sống của Clarith sau cách mạng, tiếp đó là khoảnh khắc đoàn tụ ngắn ngủi của Clarith và Michaela và hai người thổ lộ tình cảm với nhau, cuối cùng Clarith phát hiện ra tu nữ Rin chính là công chúa Riliane, nhận ra nỗi cô độc của cựu công chúa và tha thứ cho cô ấy. Cuốn tiểu thuyết bao gồm một omake và một câu chuyện nguyên bản: Ác Chi Nương: Bạch chi Đoản Thiên Tiểu thuyết (悪ノ娘 白のノヴェレッテ), minh họa bởi CAFFEIN.
Ác Gian Tấu Khúc: Ác chi Nương Thế giới Hướng dẫn (悪ノ間奏曲 悪ノ娘ワールドガイド) là cuốn sách dữ liệu đầu tiên, phát hành ngày 30 tháng 8 năm 2011. Bao gồm văn bản như một niên biểu chi tiết, nhân vật và màu sắc thiết kế, với một lượng lớn hình minh họa và ba câu chuyện ngắn: Cuộc Phiêu lưu của một Thiếu niên và một Thiếu nữ (少年と少女の冒険), Twiright Prank (トワイライトプランク) và Ác chi Nương: Sự Tìm lại của màu Bạc (悪ノ娘 銀のルトルーヴェ). Bìa được minh họa bởi 憂.
Ác chi Nương: Xích Sắc Tiền Tấu Khúc (悪ノ娘 赤のプラエルディウム), cuốn tiểu thuyết thứ ba, phát hành vào ngày 23 tháng 12 năm 2011.Bìa được minh họa bởi Kitano Tomotoshi, cùng 8 họa sĩ khác tham gia vào việc minh họa. Mội dung chính kể về sau cuộc cách mạng, vua Kyle, do sự ảnh hưởng của ác ma, bắt đầu chiếm lấy Lucifenia và tiến hành bành trướng, loại bỏ những thành viên quân kháng chiến. Những thành viên quân kháng chiến phải chạy trốn sang Beelzenia, chiến đấu chống lại chế độ của Marlon. Cùng lúc này, nữ nhà văn trẻ tuổi Yukina Freezis bắt đầu hành trình tìm kiếm sự thật.
Ác chi Nương: Thanh Sắc Tự Khúc (悪ノ娘 青のプレファッチオ), cuốn tiểu thuyết cuối cùng, phát hành vào ngày 23 tháng 3 năm 2012. Bìa được minh họa bởi Kitano Tomotoshi. Nội dung chính kể về việc Kyle dần nhận ra âm mưu của mẹ anh, Thái Hậu Prim, bắt đầu lên kế hoạch chống lại bà, cùng với sự giúp đỡ của Gemaine, Gumillia, Elluka và Keel, anh đã chiến đấu chống lại cái "Ác".
Ác Tự Sự Thi: Ác chi Nương Fanbook, cuốn sách dữ liệu tiếp theo, phát hành ngày 25 tháng 8 năm 2012. Để kỉ niệm, PHP Books chuẩn bị một chiến dịch với 5,000 bản in ngẫu nhiên (cả những ấn bản trước đó) được bán vào ngày nó phát hành và có logo đặc biệt trên obi Lưu trữ ngày 1 tháng 1 năm 2016 tại Wayback Machine, và những người có nó sẽ nhận được bản gốc của CD với 4 bài hát độc quyền của Akuno-P. Hạn chót là 31 tháng 5 năm 2012, trong khi nó sẽ được giao vào cuối tháng sau.
Ác chi Nương Thủ Trướng 2013 (悪ノ娘手帳 2013) là bản tóm tắt thông tin về series Ác chi Nương được phát hành vào ngày 16 tháng 12 năm 2012. Nó chứa thông tin chi tiết cho tất cả các nhân vật trong series cũng như niên biểu, lịch trình và hình minh họa, đóng vai trò là sách hướng dẫn bỏ túi về loạt tiểu thuyết The Daughter of Evil.

## Manga

### Chính thức

#### The Daughter of Evil
Bản chuyển thể chính thức vẽ bởi minh họa chính cho series, Ichika, bắt đầu vào ngày 17 tháng 2 năm 2015. Hiện tại chỉ dự kiến dựa trên hai cuốn tiểu thuyết đầu tiên. Nó cũng mở rộng cuốn tiểu thuyết với những sự kiện bị bỏ qua trong tiểu thuyết, như là lần đầu gặp mặt của  Riliane và Allen. Bộ manga cũng có trang web cổ động Lưu trữ ngày 11 tháng 6 năm 2017 tại Wayback Machine.
Hiện tại đã có 4 "act" và được xác nhận sẽ có tầm bảy tập trong tương lai. Act 1 và Act 3 có bản xem trước trên Pixiv Online Comic.

### Không chính thức

#### Comedy of Evil Project
Là một dự án nhằm mở rộng các sự kiện từ series Ác chi Nương với tính chất châm biếm. Nó gồm có hai series manga chuyển thể nối tiếp với chương đầu tiên phát hành ngày 24 tháng 4 năm 2013. Manga này miêu tả các nhân vật hoặc các sự kiện của series thông qua ống kính hài hước hoặc phóng đại, các sự kiện trào phúng của tiểu thuyết hoặc các nhân vật. Từ đó bắt đầu lưu hành với các chương cuối cùng phát hành vào ngày 24 tháng 12 năm 2014.

#### The Servant of Evil
Tạp chí hàng tháng Nhật Bản "Comic Rush" bắt đầu đăng tải "Servant of Evil" được vẽ bởi Nekoyama Miyao. Nhân vật trong này sử dụng tên giống với tên Vocaloid đại diện; như là "Rin" thay cho "Riliane". Loạt truyện bắt đầu vào 25 tháng 9 năm 2010 trong số phát hành vào tháng 11. Chỉ có một tập được phát hành tại Nhật Bản. Manga này cũng có một website.
Một tài khoản Youtube chính thức được tạo ra để quảng bá manga. Đến nay đã có 4 video được đăng tải, ba trong số đó đi theo cốt truyện của "Ác chi Nương" và có thêm vào vài bối cảnh. Ngôn ngữ của manga trong video là tiếng Nhật.

## Các phương tiện truyền thông khác

### Nhạc kịch

#### Daughter of Evil ~Gemini of Charm~
Một vở kịch có tựa là Daughter of Evil ~Gemini of Charm~ (悪ノ娘～凄艶のジェミニ～, Aku no Musume ~Seien no Jiemini~), được biểu diễn vào ngày 27 tới ngày 30 tháng 1 năm 2010 bởi  X-QUEST. Nhạc kịch gồm các bản biển thể của ba bài The Daughter of Evil, The Servant of Evil, Regret Message, hát bởi Shimoda Asami, người cho giọng của Kagamine Rin và Len, cùng một bài hát mới của Akuno-P, "Twiright Prank''. Các bản nhạc khí và bài hát trong vở kịch được phát hành thành một album vào ngày 3 tháng 2 năm 2010.
Kịch bản được viết bởi Hidekatsu Tokunaga, một thành viên của X-QUEST, dựa trên cách suy diễn của anh về tác phẩm. Không giống trong các bài hát với hầu hết nhân vật đều không có tên, (người hâm mộ thường gọi tên nhân vật bằng tên Vocaloid hát ở vai của họ), mỗi nhân vật đều được Akuno-P đặt cho một cái tên riêng; ví dụ, công chúa là "Riliane", cậu người hầu là "Allen", nhân vật của Kaito có tên là "Kyle", và nhân vật của Miku là "Michaela". Tuy nhiên, vẫn có rất nhiều khác biệt giữ cốt truyện của Akuno-P và những kịch bản của Hidekatsu Tokunaga. Akuno-P  không can thiệp vào kịch bản và lúc này bài hát "Daughter of White" cũng chưa được sáng tác.

#### God of Evil
Một vở nhạc kịch khác, tự là God of Evil (悪ノ神, Aku no Kami) hay là xxx of Evil, được tổ chức vào ngày 11 Tháng 4 năm 2010 bởi Drama Group Brioche, gồm người hâm mộ muốn tạo một vở kịch chuyển thể của "The Daughter of Evil", "The Servant of Evil", và "Regret Message".

#### Nhạc kịch Ác chi Nương
Tác phẩm chuyển thể chuyên nghiệp đầu tiên, Nhạc kịch Ác chi Nương, mở màn vào ngày 6 tháng 6 năm 2017 và được sản xuất bởi amiPro, với sự xuất hiện của các ngôi sao có tên tuổi như ca sĩ Reina Tanaka trong vai Riliane và người lồng tiếng Kazutomi Yamamoto trong vai Allen. Tương tự vở kịch đầu tiên, kịch bản được biên soạn bởi Hidekatsu Tokunaga, và lần này có vài chi tiết đi theo các cuốn tiểu thuyết gốc. Trong khi hầu hết các bài hát gốc của mothy đều được sử dụng, vài từ trong lời bài hát đã được hiệu chỉnh cho phù hợp với giọng hát của nhân vật.

### Trò chơi điện tử

#### Hatsune Miku and Future Stars Project Mirai
Hai bài hát "The Daughter of Evil" và "The Servant of Evil" đã xuất hiện trong trò chơi "Hatsune Miku and Future Stars Project Mirai" của hệ máy Nintendo 3DS. Các mô hình nhân vật được thiết kế bởi Ichika. Tuy đi theo cốt truyện chính thức nhưng do tính chất của môi trường và quyền tự do của trò chơi, một số mâu thuẫn vẫn xuất hiện trong PV game.

#### Mikucolle
Từ ngày 26 tháng 12 năm 2014 đến ngày 23 tháng 1 năm 2015, sự kiện dành cho "The Daughter of Evil" xuất hiện trong chơi di động Mikucolle. Trong sự kiện, một màn chơi lấy địa điểm tại cung điện của Riliane đã được thêm vào, mức tấn công đặc biệt và tiền thưởng thêm được tặng cho người chơi sử dụng Kagamine Rin trong mức này. Một số thẻ trò chơi mới đã được thêm vào cơ chế chiến đấu của trò chơi. Các thẻ sử dụng hình minh họa từ tiểu thuyết và manga "The Daughter of Evil" cùng với tên và các hiệu ứng tương. Giao diện mới cho Kagamine Rin và Len, KAITO, MEIKO, và Hatsune Miku cũng đã có sẵn, cho họ avatar cho Riliane, Allen, Kyle, Germaine, và Michaela.

### Hòa nhạc
"Daughter of Evil" và "Servant of Evil" đã được biểu diễn tại Hatsune Miku Live Party 2011, Tokyo vào ngày 09 tháng 3 năm 2011. Xuất hiện trên màn chiếu, Rin với nụ cười cổ điển của Riliane cùng một bộ trang phục duy nhất và trình diễn bản rút gọn của The Daughter of Evil. Ngay sau đó, Len đã ra mắt và trình diễn một phiên bản rút gọn của The Servant of Evil. Họ lặp lại màn biểu diễn ở Sapporo và Singapore cùng năm đó và trở lại Tokyo vào năm tiếp theo tại Hatsune Miku Live Party 2012.

## Tái phát hành
Có khá nhiều bản phát hành mới của các bài hát. Một trong số đó là phiên bản ACT2 của hai bài hát đầu, được cho là bản cải tiến của chương trình Kagamine Rin and Len VOCALOID2. 
Một phiên bản khác bao gồm bản "velvet mix" của "Daughter of Evil" và "Servant of Evil", phát hành vào ngày 27 tháng 12 năm 2009,  nhằm kỉ niệm sinh nhật của Rin và Len. Bản "velvet mix" của "Regret Message" được phát hành trong album "prelude to forest" của mothy.
38 từ khóa ẩn trong video của "Daughter of Evil ~velvet mix~". Cũng từng đó dòng chữ xuất hiện trong "Servant of Evil ~velvet mix~". Mỗi từ khóa và một dòng chữ sẽ là một cặp nếu được ghép chung lại, nó sẽ là 38 đoạn hội thoại của các nhân vật, kể cả những nhân vật không xuất hiện trong bài hát.
Ví dụ: Từ khóa ẩn trong Daughter of Evil ~velvet mix~ / "dòng chữ trong Servant of Evil~velvet mix~"
- Power struggle among the Lieges / "One successor is enough"
- Pure-hearted Assassin / "The children have no sins..."
- Wim of a Sorceress / "No man can be any good"
- Death of a Queen / "Knight the Lion, please take care of the child"
- Mighty famine strikes / "All the people would die if this goes on!"
- Childish conspiracy / "I'm pissed off! He really makes me pissed off!"
- Commander of Royal Guard who has the name of Lion / "Why...you..."
- Deadbody at the riverside / "No one can disobey her now"
- Girl in a red clothes / "No! Father! Father!"
- Wish of one-thousand-year Tree / "I want someone to be my friend"
- Maiden of Tree / "Who, are you?"
- Green Purge / "Kill all the women with green hair!"
- Loose-tongued Maid / "I heard it, I heard it♪"
- Survived Heresy / "Why, why!?"
- Lament of a King / "Revenge... revenge!"

## Series có liên quan
The Daughter of Evil và Servant of Evil kể câu chuyện về đại tội Ngạo mạn trong một series rộng lớn hơn - Evillious Chronicles. Series này lấy bối cảnh chính tại Bolganio, một lục địa giả tưởng trong thế giới của series, chủ yếu từ quãng thời gian "Thế giới thứ Ba" được tạo ra bởi các vị thần cho tới khi nó băng hoại vì vũ khí "Trừng phạt". Các khu vực trong Evillious sử dụng một hệ thống lịch được tạo ra để kỷ niệm sự ra đời của Hänsel và Gretel, những đấng cứu thế của Ma đạo Vương quốc Levianta, gọi là "EC - Evillious Calendar", những năm xảy ra trước "EC" thì gọi là "BT". Ban đầu, các bài hát của series tách biệt với nhau, câu chuyện xoay quanh các Kim Khí Đại Tội và những người trực tiếp hoặc gián tiếp bị chúng ảnh hưởng.
Dưới đây là bảy bài hát chính cùng vài thông tin liên quan:
| Các Đại Tội (Tên Latin) | Liên kết với Ác ma | VOCALOID      | Nhân vật                   | Quốc gia                     | Vật phẩm liên quan                | Bài hát                                    |
| ----------------------- | ------------------ | ------------- | -------------------------- | ---------------------------- | --------------------------------- | ------------------------------------------ |
| Ngạo mạn (Superbia)     | Lucifer            | Kagamine Rin  | Riliane Lucifen d'Autriche | Lucifenia                    | Đá quý / Tứ Phần Kính Lucifenia   | "The Daughter of Evil"                     |
| Ác thực (Gula)          | Beelzebub          | MEIKO         | Banica Conchita            | Beelzenia                    | Hạt giống / Ly thủy tinh Conchita | "Evil Food Eater Conchita"                 |
| Tật đố (Invidia)        | Leviathan          | Megurine Luka | Kayo Sudou                 | Jakoku                       | Dòng suối / Song Kiếm Levianta    | "The Tailor of Enbizaka"                   |
| Sắc dục (Luxuria)       | Asmodeus           | Camui Gackpo  | Sateriasis Venomania       | Asmodean                     | Hoa / Thanh kiếm Venom            | "The Lunacy of Duke Venomania"             |
| Đãi nọa (Acedia)        | Belphegor          | Hatsune Miku  | Margarita Blankenheim      | Elphegort                    | Ngọn gió / Clockworker's Doll     | "Gift from the Princess who Brought Sleep" |
| Cường dục (Avaritia)    | Mammon             | KAITO         | Gallerian Marlon           | Liên minh Nhà nước Evillious | Đất / Chiếc muỗng Marlon          | "Judgment of Corruption"                   |
| Phẫn nộ (Ira)           | Satan              | GUMI          | Nemesis Sudou              | Levianta                     | Rừng / Grim the End               | "The Muzzle of Nemesis"                    |

Evillious Chronicles được hình thành từ các series lớn khác như: Original Sin Story - Nguyên Tội Vật Ngữ, khởi nguyên của Bảy Đại Tội; Seven Deadly Sins Series - Bảy Đại Tội, kể về bảy người khế ước đại tội nổi bật nhất; Ác chi Nương - Con gái của Ác ma, ta đã đề cập ở trên; Clockwork Lullaby Series - Những bài ca về Khúc hát ru của Cỗ máy Đồng hồ và Four Endings - Bốn Chung Mạt, bốn cái kết và bốn vị Chủ nhân.

## Album
Các album thường bao gồm những bài hát từ những sự kiện khác nhau trong Evillious Chronicles. Có những album được phát hành dành cho series Ác chi Nương, với các bài hát trong đó điều hướng về câu chuyện xung quanh "Con gái của Ác ma",  nhưng cũng có những bài hát lại nằm lẻ trong các album của sự kiện khác.

### EVILS THEATER
Phát hành bởi Akuno-P vào ngày 17 tháng 5 năm 2009 tại  tại Bomasu 8. Gồm mười một bài hát và một quyển sách đi kèm 60 trang. Bìa album minh họa bởi Ichika.
- Danh sách bài hát:

1. The Daughter of Evil
2. The Servant of Evil
3. Wordplay
4. Clockwork Lullaby
5. Tale of Abandonment on a Moonlit Night
6. Miniature Garden Girl
7. Evil Food Eater Conchita
8. 10 Minutes of Love
9. Regret Message
10. Re_birthday
11. South North Story

### The Daughter of Evil ~Gemini of Charm~ Vocal and Soundtrack
Album do Akuno-P kết hợp với Kangaroo SUZUKI phát hành ngày 3 tháng 2 năm 2010. Bao gồm 12 bài hát và nhạc khí từ buổi nhạc kịch phỏng theo The Daughter of Evil. Bìa album được minh họa bởi Ichika.
- Danh sách bài hát:

Giới thiệu
1. The Daughter of Evil (với. Asami Shimoda)
2. The People at the Royal Palace
3. The Princess of the Yellow Kingdom
4. The Servant of Evil (với. Asami Shimoda)
5. The Girl of the Green Kingdom
6. The Blue Warrior
7. The Red Revolutionary
8. Twiright Prank (với. Asami Shimoda)
9. War Mayhem
10. The Two Princesses
11. Regret Message (với. Asami Shimoda)

### prelude to forest
Album phát hành bởi Akuno-P vào ngày 7 tháng 2 năm 2010, được công bố tại THE VOC@LOiD M@STER 11, gồm 7 bài hát và 1 tập sách đi kèm có 4 trang màu. Bìa album được minh họa bởi Suzunosuke.
- Danh sách bài hát:

1. Moonlit Bear
2. Heartbeat Clocktower
3. The Daughter of White
4. The Frog's and My Love Romance
5. The Daughter of Evil (velvet mix)
6. The Servant of Evil (velvet mix)
7. Regret Message (velvet mix)

### EVILS FOREST
Album phát hành bởi Akuno-P vào ngày 9 tháng 5 năm 2010, phân phối lần đầu tại THE VOC@LOiD M@STER 12 gồm bảy bài hát cùng với một tập sách mười sáu trang có màu. Bìa album được minh họa bởi Suzunosuke.
- Danh sách bài hát:

1. Welcome to the Forest (nhạc không lời)
2. Master of the Graveyard
3. Moonlit Bear
4. The Last Revolver
5. Heartbeat Clocktower (bản khu rừng)
6. The Tailor of Enbizaka
7. The Lunacy of Duke Venomania
8. To You of Few Words
9. The Daughter of White
10. Screws, Gears, and Pride
11. Twiright Prank

### EVILS KINGDOM
Album phát hành bởi Akuno-P vào ngày 22 tháng 12 năm 2010. Được thông báo là album đầy đủ đầu tiên bởi mothy, nó bao gồm 16 bài hát và một tập sách màu hai mươi hai trang. Bìa album được minh họa bởi Ichika.
- Danh sách bài hát:

1. Moonlit Bear
2. Tale of Abandonment on a Moonlit Night
3. Chrono Story
4. The Lunacy of Duke Venomania
5. Evil Food Eater Conchita
6. Twiright Prank
7. The Daughter of Evil
8. The Servant of Evil
9. Regret Message
10. The Daughter of White
11. Re_birthday
12. The Tailor of Enbizaka
13. Judgment of Corruption
14. Miniature Garden Girl
15. Heartbeat Clocktower
16. The Song that Resounds with Lu Li La, Lu Li La

### EVILS COURT
Album phát hành bởi Akuno-P vào ngày 13 tháng 8 năm 2011. Được bán tại Comic Market 80, bao gồm bảy bài hát và một tập sách màu sáu trang. Bìa album được minh họa bởi Ichika.
- Danh sách bài hát:

1. Five Minutes Before Court (hòa tấu)
2. Master of the Court
3. Chrono Story
4. Recollective Musicbox
5. Tree Maiden ~Millennium Wiegenlied~
6. Gift from the Princess who Brought Sleep
7. Fifth Pierrot
8. Madam Merry-Go-Round
9. Judgment of Corruption
10. Capriccio Farce
11. Red Shoe Parade

### Four Melodies of Evil ~The Daughter of Evil Novel Music Collection~
Album phát hành bởi Akuno-P vào ngày 23 tháng 3 năm 2012. Được phát hành để thúc đẩy Daughter of Evil, Preafatio of Blue, nó gồm bốn bài hát. Bìa album được minh họa bởi Ichika.
- Danh sách bài hát:

1. The Daughter and Servant of Evil
2. Tree Maiden ~Millennium Wiegenlied~
3. Evil Food Eater of Beelzenia
4. Handbeat Clocktower

### The Daughter of Evil / The Servant of Evil Arrange Album -Scarlet Serenade-
Album phát hành bởi Jounetsu-P vào ngày 28 tháng 4 năm 2012. Nó chủ yếu chứa các bản làm lại từ series Ác chi Nương nhưng còn bao gồm thêm các bản làm lại từ Seven Deadly Sins Series và Clockwork Lullaby Series.
- Danh sách bài hát:

1. The Daughter of Evil -Bản JazzWaltz-
2. The Servant of Evil -Bản Classical-
3. Regret Message -Bản Ballad-
4. Re_birthday -Bản Acoustic-
5. The Daughter of Evil -Bản Tango-
6. The Servant of Evil -Bản Classical II-
7. Princess of Loneliness（Performance Brioche Troupe『 The Daughter of Evil -one for two-』Song Insert）
8. The Red Flower in The Yellow Castle -The Fall of the Princess-
9. Regret Message -Bản Primitive-
10. Re_birthday -Unplugged Dance MIX-
11. The Daughter of White -Bản Arrange-
12. The Servant of Evil -Bản độc tấu Piano-
13. Maria -Blessing-（Performance Brioche Trope『悪ノ×××』Insert Song) (Phụ khúc)
14. Maria -Prayer-（Performance Brioche Trope『悪ノ×××』Insert Song）(Phụ khúc)
15. Evil Food Eater Conchita -Bản Classical Techno- (Phụ khúc)

### The Daughter of Evil: BGM Reading Collection
Album phát hành bởi Akuno-P kết hợp với Torabolta vào ngày 17 tháng 2 năm 2014. Được phân phối cùng với việc mua manga The Daughter of Evil: Act 1 từ Cửa hàng trực tuyến Animate và bao gồm ba bài hát. Bìa album được minh họa bởi Mizutame Tori.
- Danh sách bài hát:

1. The Daughter and Servant of Evil
2. The Daughter of Evil (bản arranged)
3. The Servant of Evil (bản arranged)

### The Muzzle of Nemesis
Album phát hành bởi Akuno-P vào ngày 17 tháng 8 năm 2014. Được phân phối lần đầu tại Comic Market 86 và bao gồm mười bài hát. Bìa album được minh họa bởi Ichika.
- Danh sách bài hát:

1. Master of the Hellish Yard
2. The Muzzle of Nemesis
3. The Last Revolver (Bản Nemesis)
4. And Then the Girl Went Mad -Ending Tale on a Moonlit Night-
5. The Journey of Two Mages ~Great Wall and Watchman~
6. Blink
7. Handbeat Clocktower
8. Flower of the Plateau
9. Blood-Stained Switch
10. Watching Us

### Seven Crimes and Punishments
Phát hành bởi Akuno-P vào ngày 25 tháng 2 năm 2015. ĐƯợc thông báo là album đầy đủ thứ hai của mothy, nó bao gồm 15 bài hát và phiên bản giới hạn còn có thêm một câu chuyện cùng tên. Bìa album minh họa bởi Ichika.
- Danh sách bài hát:

1. Seven Crimes and Punishments
2. The Lunacy of Duke Venomania
3. The Portrait Glassred Drew
4. Evil Food Eater Conchita
5. Drug of Gold
6. The Daughter of Evil
7. The Servant of Evil
8. Gift from the Princess who Brought Sleep
9. Fifth Pierrot
10. The Tailor of Enbizaka
11. The Weathered Head at Onigashima
12. Judgment of Corruption
13. Miniature Garden Girl
14. The Muzzle of Nemesis
15. The Last Revolver

### Lucifenia Trinity
Album phát hành bởi Akuno-P vào ngày 14 tháng 8 năm 2016. Nó được phát hành tại Comic Market 90 và bao gồm sáu bản nhạc, ba trong số đó là nhạc nền không lời, và một tập sách tám trang. Bìa của album được minh họa bởi Ichika.
- Danh sách bài hát:

1. A Hero's Armor is Always Crimson
2. Neomaria of the Inverted Gravestone
3. Swear an Oath on that Bridge
4. A Hero's Armor is Always Crimson (Bản không lời)
5. Neomaria of the Inverted Gravestone (Bản không lời)
6. Swear an Oath on that Bridge (Bản không lời)

### Evils Etra
1. Genesis Girl Gretel
2. Fictional Masquerade
3. You Only Have to Double-Jump
4. Torture Tower Doesn't Sleep
5. Messengers of the Infinity Mirrors
6. That King was Born from Mud
7. Full Moon Laboratory
8. The Frog's and My Love Romance Sped Up
9. Unlock Blackbox
10. Reach for the Stars ~The Letter She Kept Waiting For~
11. The Song that Resounds with Lu Li La, Lu Li La (Parade)
12. Ending Boy Hänsel